# Roquetoire
Roquetoire est une commune française située dans le département du Pas-de-Calais en région Hauts-de-France. Ses habitants sont appelés les Roquetoiriens. La commune est membre de la communauté d'agglomération du Pays de Saint-Omer. Sur le territoire de la commune se trouve le château de la Morande qui fait l'objet d'une inscription aux monuments historiques.

## Géographie

### Localisation
Localisé dans l'est du département du Pas-de-Calais et limitrophe du département du Nord, Roquetoire est un bourg rural situé, à vol d'oiseau, à 5 km au nord-ouest de la commune d'Aire-sur-la-Lys et à 11 km au sud-est de la commune de Saint-Omer (chef-lieu d'arrondissement).
Le territoire de la commune est limitrophe de ceux de sept communes, dont une, Blaringhem, dans le département du Nord.
Les communes limitrophes sont Quiestède, Blaringhem, Aire-sur-la-Lys, Ecques, Racquinghem, Saint-Augustin et Wittes.

### Hydrographie
La commune, située dans le bassin Artois-Picardie, est, selon le Service d'administration nationale des données et référentiels sur l'eau (Sandre), drainée par sept cours d'eau :
- la Melde du Pas-de-Calais, d'une longueur de 15,29 km, qui prend sa source dans la commune d'Helfaut et se jette dans le bras de décharge de la lys oduel au niveau de la commune d'Aire-sur-la-Lys[3] ;

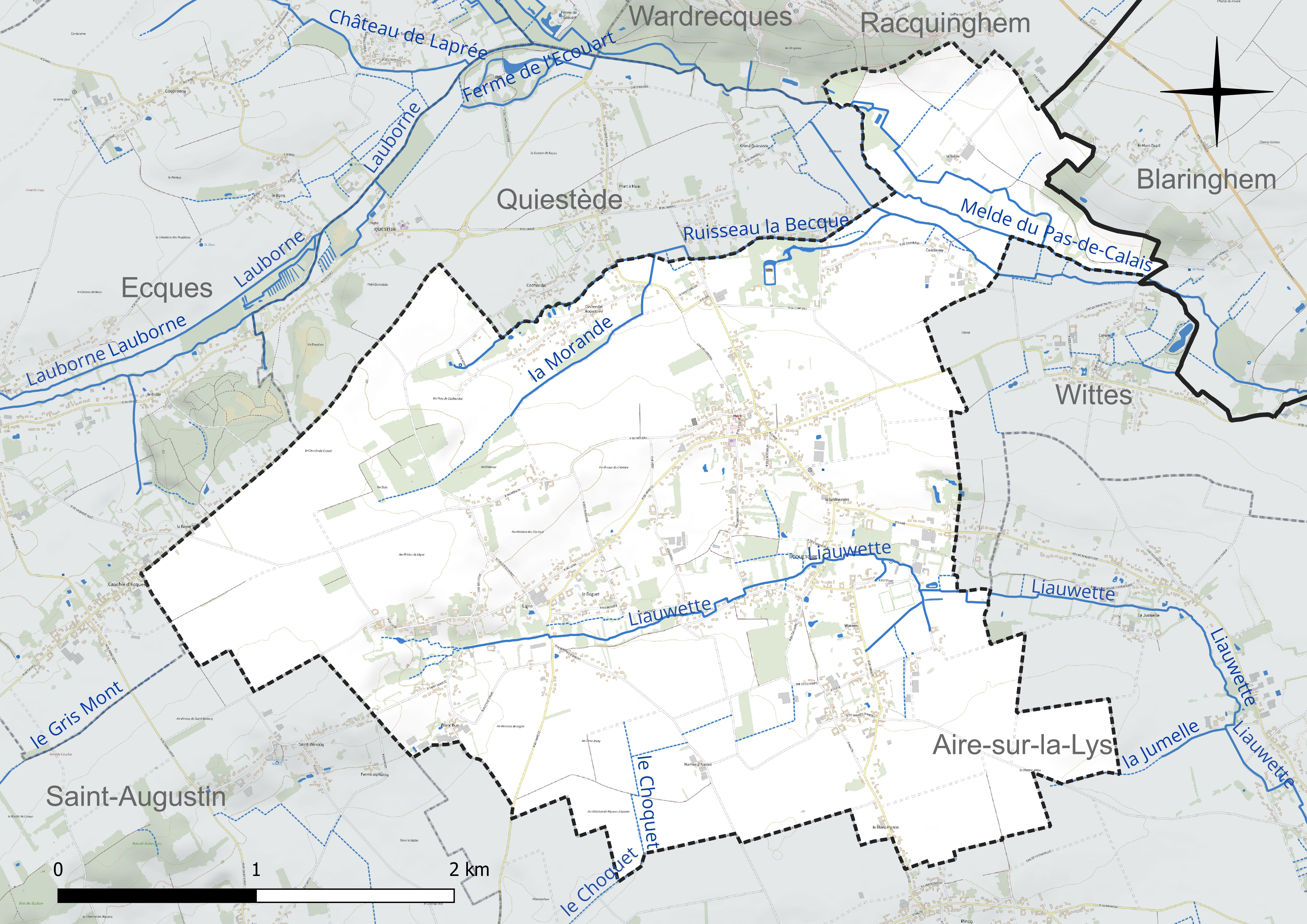
Réseau hydrographique de Roquetoire.

- la Liauwette, d'une longueur de 7,63 km qui prend sa source dans la commune et se jette dans le bras de décharge de la lys oduel au niveau de la commune d'Aire-sur-la-Lys[4] ;
- le ruisseau la Becque, d'une longueur de 5,4 km qui prend sa source dans la commune et se jette dans la Melde du Pas-de-Calais au niveau de la commune de Blaringhem[5] ;
- le Choquet, d'une longueur de 1,63 km qui prend sa source dans la commune et termine sa course dans la commune d'Aire-sur-la-Lys[6] ;
- la rivière la Melde, d'une longueur de 1,59 km qui prend sa source dans la commune et se jette dans la Melde du Pas-de-Calais au niveau de la commune[7] ;
- la Morande, d'une longueur de 1,43 km qui prend sa source dans la commune et se jette dans le ruisseau la Becque au niveau de la commune de Quiestède[8] ;
- la Jumelle, d'une longueur de 1,06 km qui prend sa source dans la commune et se jette dans la Liauwette au niveau de la commune d'Aire-sur-la-Lys[9].

### Climat
Pour des articles plus généraux, voir Climat des Hauts-de-France et Climat du Nord-Pas-de-Calais.
En 2010, le climat de la commune est de type climat océanique altéré, selon une étude du Centre national de la recherche scientifique (CNRS) s'appuyant sur une série de données couvrant la période 1971-2000. En 2020, Météo-France publie une typologie des climats de la France métropolitaine dans laquelle la commune est exposée à un climat océanique et est dans la région climatique Côtes de la Manche orientale, caractérisée par un faible ensoleillement (1 550 h/an) ; forte humidité de l’air (plus de 20 h/jour avec humidité relative > 80 % en hiver), vents forts fréquents.
Pour la période 1971-2000, la température annuelle moyenne est de 10,4 °C, avec une amplitude thermique annuelle de 13,7 °C. Le cumul annuel moyen de précipitations est de 808 mm, avec 12,9 jours de précipitations en janvier et 8,3 jours en juillet. Pour la période 1991-2020, la température moyenne annuelle observée sur la station météorologique la plus proche, située sur la commune de Lillers à 15 km à vol d'oiseau, est de 11,1 °C et le cumul annuel moyen de précipitations est de 731,5 mm,. Pour l'avenir, les paramètres climatiques de la commune estimés pour 2050 selon différents scénarios d'émission de gaz à effet de serre sont consultables sur un site dédié publié par Météo-France en novembre 2022.

### Milieux naturels et biodiversité

#### Zones naturelles d'intérêt écologique, faunistique et floristique
L’inventaire des zones naturelles d'intérêt écologique, faunistique et floristique (ZNIEFF) a pour objectif de réaliser une couverture des zones les plus intéressantes sur le plan écologique, essentiellement dans la perspective d’améliorer la connaissance du patrimoine naturel national et de fournir aux différents décideurs un outil d’aide à la prise en compte de l’environnement dans l’aménagement du territoire.
Le territoire communal comprend une ZNIEFF de type 1 le plateau siliceux d'Helfaut à Racquinghem. Cette ZNIEFF correspond à un vaste plateau détritique de moins d’un kilomètre de large et de près de 10 km de long qui surplombe de plus de 90 m la vallée de l’Aa dont les versants abrupts taillés dans la craie sont en partie occupés par les pelouses de Wizernes.
et une ZNIEFF de type 2 : la moyenne vallée de l’Aa et ses versants entre Remilly-Wirquin et Wizernes. La moyenne vallée de l’Aa et ses versants représentent un remarquable ensemble écologique associant des habitats très différents constituant des complexes de végétations souvent complémentaires.

Carte des ZNIEFF de type 1 et 2 sur la commune
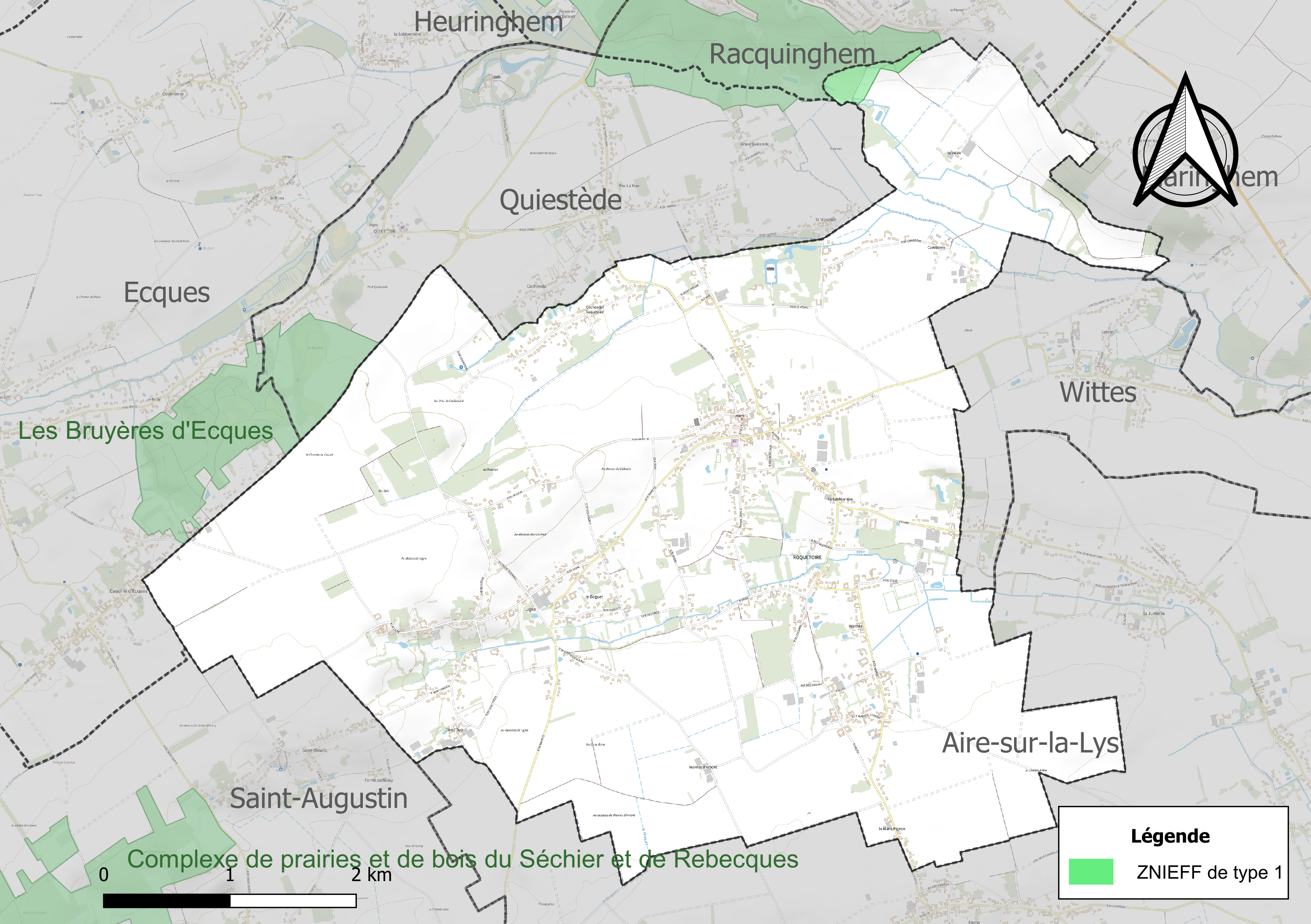
Carte de la ZNIEFF de type 1 sur la commune.
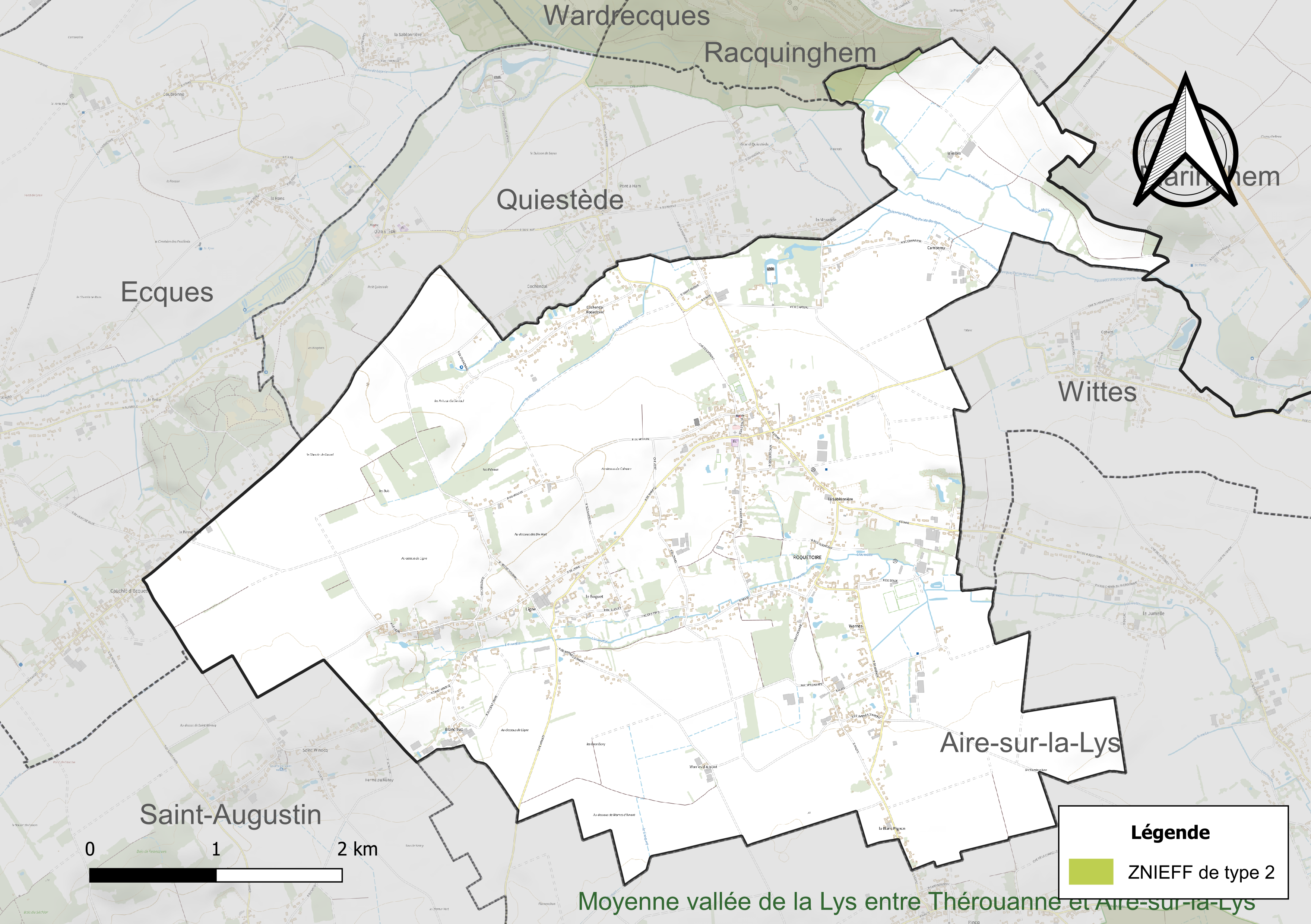
Carte de la ZNIEFF de type 2 sur la commune.

#### Site Natura 2000
Le réseau Natura 2000 est un réseau écologique européen de sites naturels d’intérêt écologique élaboré à partir des directives « habitats » et « oiseaux ». Ce réseau est constitué de zones spéciales de conservation (ZSC) et de zones de protection spéciale (ZPS). Dans les zones de ce réseau, les États Membres s'engagent à maintenir dans un état de conservation favorable les types d'habitats et d'espèces concernés, par le biais de mesures réglementaires, administratives ou contractuelles.
Sur la commune, un site Natura 2000 de type B est défini en site d'importance communautaire (SIC) : les pelouses, bois acides à neutrocalcicoles, landes nord-atlantiques du plateau d'Helfaut et le système alluvial de la moyenne vallée de l'Aa d'une superficie de 389 ha et répartis sur 14 communes.

#### Espèces faunistiques et floristiques
L’Inventaire national du patrimoine naturel (INPN) recense plusieurs espèces faunistiques et floristiques sur le territoire de la commune dont certaines sont protégées et d’autres menacées et quasi-menacées.

## Urbanisme

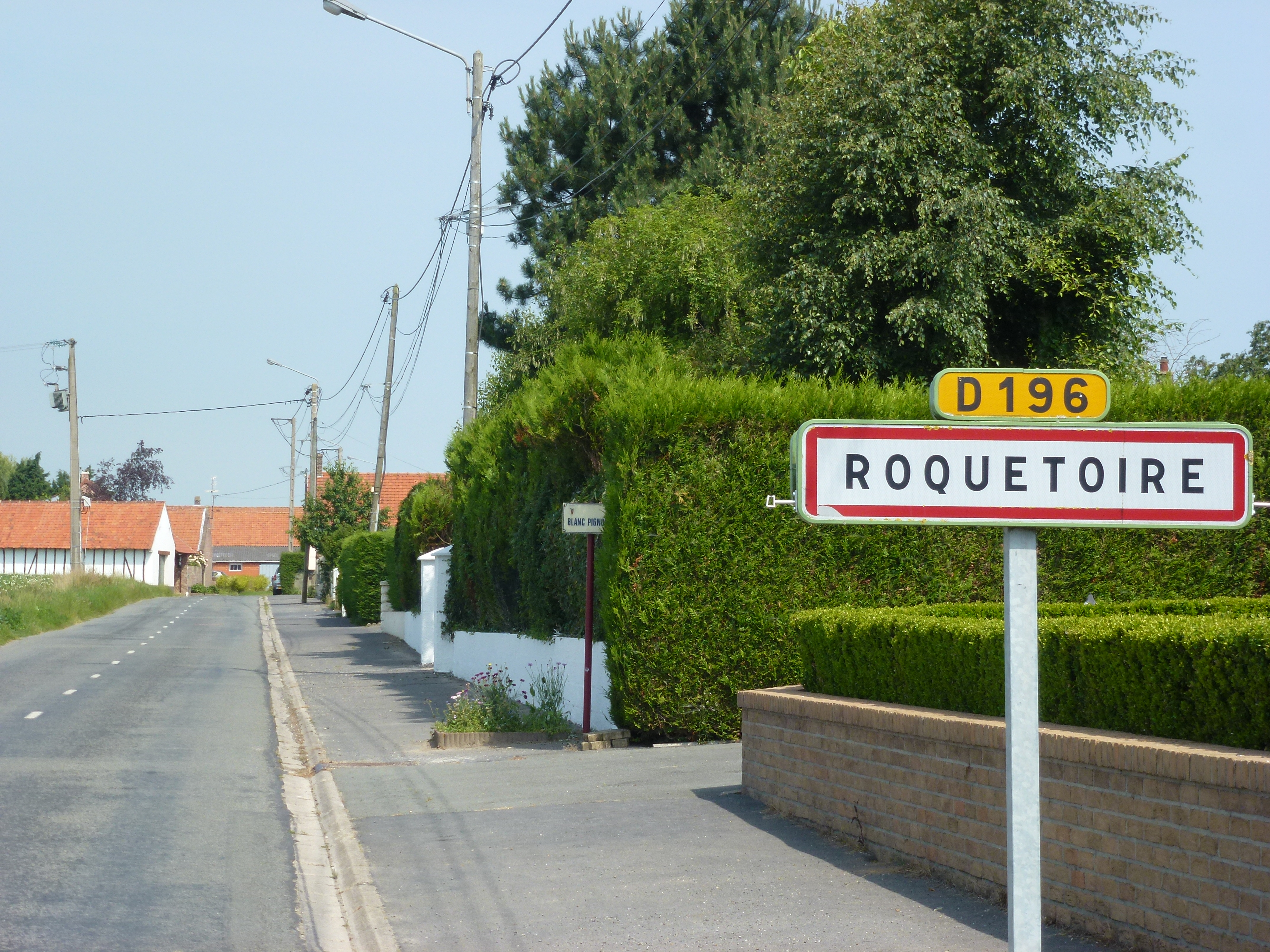
Une entrée de la commune.

### Typologie
Au 1er janvier 2024, Roquetoire est catégorisée bourg rural, selon la nouvelle grille communale de densité à sept niveaux définie par l'Insee en 2022.
Elle appartient à l'unité urbaine de Béthune, une agglomération inter-départementale regroupant 94  communes, dont elle est une commune de la banlieue,,. Par ailleurs la commune fait partie de l'aire d'attraction de Saint-Omer, dont elle est une commune de la couronne,. Cette aire, qui regroupe 79 communes, est catégorisée dans les aires de 50 000 à moins de 200 000 habitants,.

### Occupation des sols
L'occupation des sols de la commune, telle qu'elle ressort de la base de données européenne d’occupation biophysique des sols Corine Land Cover (CLC), est marquée par l'importance des territoires agricoles (85,8 % en 2018), en diminution par rapport à 1990 (90,8 %). La répartition détaillée en 2018 est la suivante : 
terres arables (75,8 %), zones urbanisées (14,1 %), prairies (7,5 %), zones agricoles hétérogènes (2,5 %), forêts (0,1 %). L'évolution de l’occupation des sols de la commune et de ses infrastructures peut être observée sur les différentes représentations cartographiques du territoire : la carte de Cassini (XVIIIe siècle), la carte d'état-major (1820-1866) et les cartes ou photos aériennes de l'IGN pour la période actuelle (1950 à aujourd'hui).

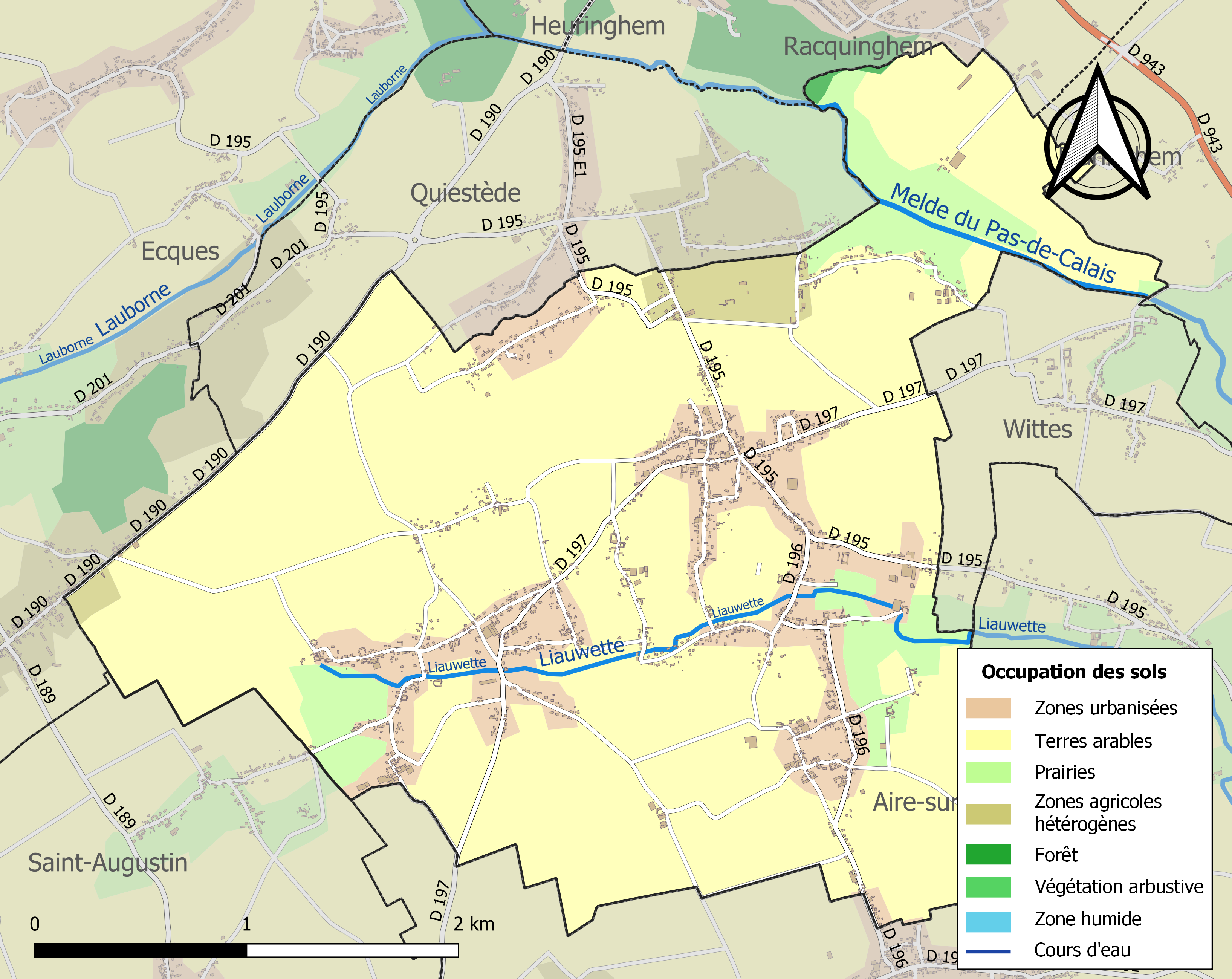
Carte des infrastructures et de l'occupation des sols de la commune en 2018 (CLC).

### Risques naturels et technologiques
À la suite du passage des tempêtes Ciarán, Domingos et Elisa et des inondations et coulées de boue qui se sont produites, la commune est reconnue, par arrêté du 14 novembre 2023, en état de catastrophe naturelle pour inondations et coulées de boue sur la période du 2 au 12 novembre 2023, comme 179 autres communes du département.

## Toponymie
Le nom de la localité est attesté sous les formes Rokostorn en 1096 ; Rokestor en 1107 ; Rochestorp en 1112 ; Rokestoire en 1139 ; Rukestor en 1157 ; Rokestorn en 1161 ; Rochestorn en 1163 ; Ruchestor en 1179 ; Rokestorn vers 1182 ; Roukestor en 1294 ; Roquestor en 1301 ; Roukestoir en 1336 ; Rouquestor en 1351 ; Rouguestor au XIVe siècle ; Rocquestor en 1426 ; Roucquestor en 1505 ; Roquestro en 1559 ; Roquetoire au XVIe siècle ; Rocquestoir en 1593 ; Roquestoir en 1720 ; Rocquetoire en 1793 ; Roquetoire en 1801.
Ernest Nègre avance un toponyme issu de l'anthroponyme germanique Rocco suivi du latin turris « tour » qui, dès l'époque romane, subit l'attraction du latin tornus « tour de tourneur » qui devint par la suite -estor, alors compris comme issu de l'oïl estor « construction, cheptel » dont une variante est estoire. Maurits Gysseling voit quant à lui le germanique hrōkas « corbeau » et þurnu « (buisson d') épineux », plutôt que le bas latin rocca « rocher », qui n'a pas de justification topographique.
La commune porte le nom de Rokesdorn en flamand.

## Histoire

Armes de la famille de La Viefville.

Avant la Révolution française, la terre de Roquetoire est une seigneurie.
Au XVIIe siècle, la seigneurie appartient à des membres de la famille de La Buissière. Au XVIIIe siècle, elle est aux mains de la famille de Marcotte, reconnue noble en 1762, à la suite des fonctions occupées en Artois (échevin de Saint-Omer, secrétaire du roi en la chancellerie d'Artois).
D'après l'historien français Auguste de Loisne : « Roquetoire, en 1789, dépendait en partie du bailliage d'Aire, partie de la régale de Thérouanne et suivait la coutume d'Artois. Son église paroissiale, d’abord diocèse de Thérouanne, doyenné d’Arques, puis diocèse de Boulogne, doyenné de Bléquin, était consacrée à saint Michel ; le chapitre de Boulogne présentait à la cure. »

## Politique et administration

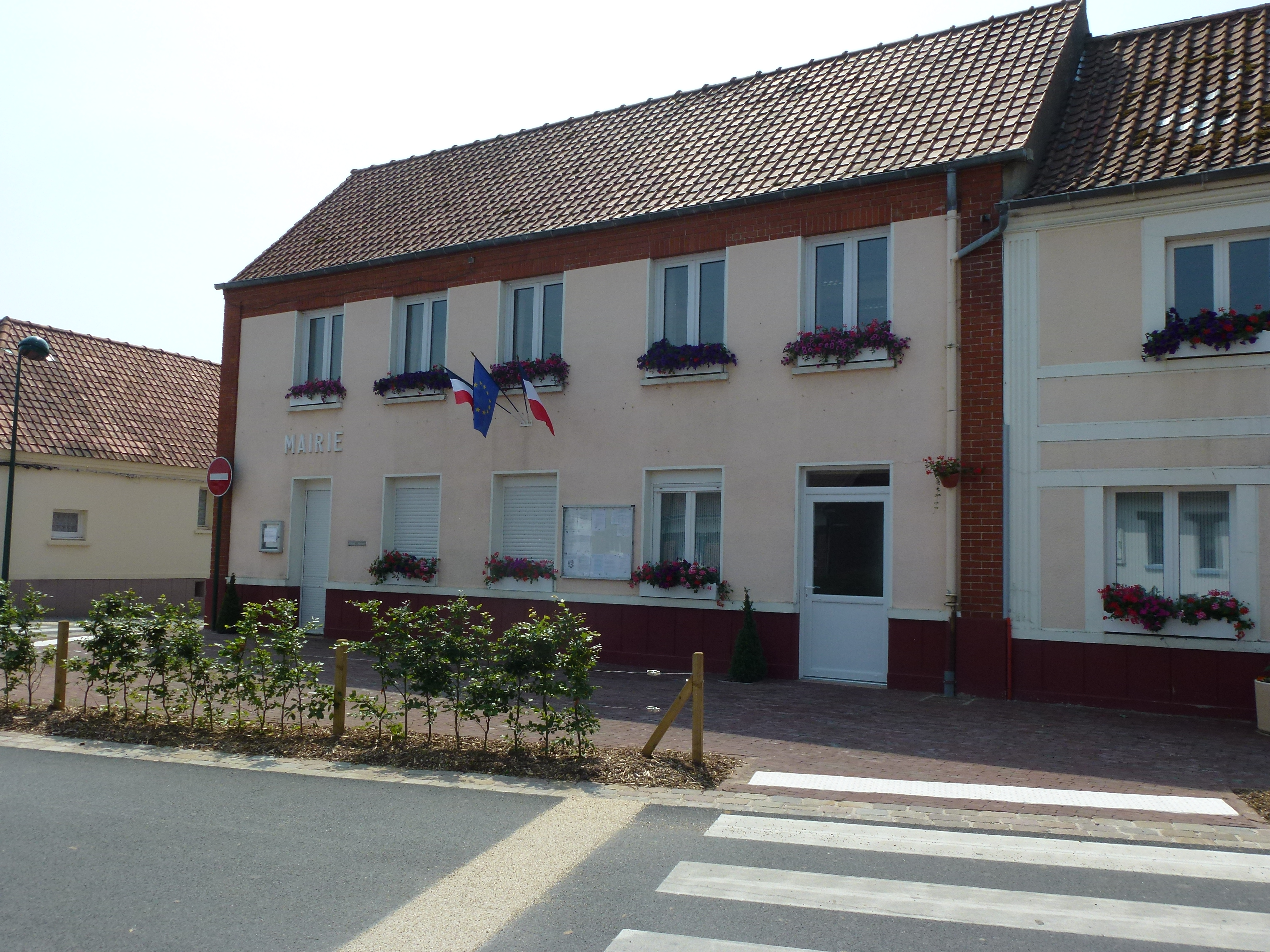
La mairie.

### Découpage territorial
La commune se trouve  dans l'arrondissement de Saint-Omer du département du Pas-de-Calais.

#### Commune et intercommunalités
Roquetoire était membre de la communauté de communes du pays d'Aire, créée en 2000.
Celle-ci fusionne avec ses voisines pour créer, le 1er janvier 2017, la communauté d'agglomération du Pays de Saint-Omer, dont est désormais membre la commune. La communauté d'agglomération du Pays de Saint-Omer regroupe 53 communes et totalise 104 937 habitants en 2021.

#### Circonscriptions administratives
La commune fait partie depuis 1801 du canton d'Aire-sur-la-Lys. Dans le cadre du redécoupage cantonal de 2014 en France, ce canton, dont la commune est toujours membre, est modifié, passant de 14 à 17 communes.

#### Circonscriptions électorales
Pour l'élection des députés, la commune fait partie depuis 1988 de la huitième circonscription du Pas-de-Calais.

### Élections municipales et communautaires
De 1789 à 1799, les agents municipaux (maires) sont élus au suffrage direct pour deux ans et rééligibles, par les citoyens actifs de la commune, contribuables payant une contribution au moins égale à trois journées de travail dans la commune. Sont éligibles ceux qui paient un impôt au moins équivalent à dix journées de travail.
De 1799 à 1848, La constitution du 22 frimaire an VIII (13 décembre 1799) revient sur l’élection du maire, les maires sont nommés par le préfet pour les communes de moins de5 000 habitants. La Restauration instaure la nomination des maires et des conseillers municipaux. Après 1831, les maires sont nommés (par le roi pour les communes de plus de3 000 habitants, par le préfet pour les plus petites), mais les conseillers municipaux sont élus pour six ans.
Du 3 juillet 1848 à 1851, les maires sont élus par le conseil municipal pour les communes de moins de 6 000 habitants.
De 1851 à 1871, les maires sont nommés par le préfet, pour les communes de moins de 3 000 habitants et pour cinq ans à partir de 1855.
Depuis 1871, les maires sont élus par le conseil municipal à la suite de son élection au suffrage universel.

#### Liste des maires
| Période                                  | Période                    | Identité           | Étiquette | Qualité |
| ---------------------------------------- | -------------------------- | ------------------ | --------- | --- |
| Les données manquantes sont à compléter. |                            |                    |           | |
| 1995                                     | 2008                       | Françoise Henneron | UMP       | Sénatrice (2001 → 2011) Conseillère générale (2001 → 2008) conseillère régionale des hauts de France 2015 → |
| mars 2008                                | 2020                       | Michel Hermant     | DVG       | Ancien comptable public Réélu pour le mandat 2014-2020,                                                     |
| 28 mai 2020                              | En cours (au 4 avril 2022) | Véronique Boidin   |           | Professeur des écoles,                                                                                      |

## Population et société

### Démographie
Les habitants sont appelés les Roquetoiriens.

#### Évolution démographique
L'évolution du nombre d'habitants est connue à travers les recensements de la population effectués dans la commune depuis 1793. Pour les communes de moins de 10 000 habitants, une enquête de recensement portant sur toute la population est réalisée tous les cinq ans, les populations de référence des années intermédiaires étant quant à elles estimées par interpolation ou extrapolation. Pour la commune, le premier recensement exhaustif entrant dans le cadre du nouveau dispositif a été réalisé en 2004.

En 2022, la commune comptait 1 967 habitants, en évolution de +0,98 % par rapport à 2016 (Pas-de-Calais : −0,72 %, France hors Mayotte : +2,11 %).
| 1793 | 1800  | 1806  | 1821  | 1831  | 1836  | 1841  | 1846  | 1851  |
| ---- | ----- | ----- | ----- | ----- | ----- | ----- | ----- | ----- |
| 753  | 1 029 | 1 204 | 1 258 | 1 307 | 1 379 | 1 334 | 1 258 | 1 228 |

| 1856  | 1861  | 1866  | 1872  | 1876  | 1881  | 1886  | 1891  | 1896  |
| ----- | ----- | ----- | ----- | ----- | ----- | ----- | ----- | ----- |
| 1 159 | 1 212 | 1 249 | 1 246 | 1 305 | 1 355 | 1 371 | 1 229 | 1 215 |

| 1901  | 1906  | 1911  | 1921  | 1926  | 1931  | 1936  | 1946 | 1954  |
| ----- | ----- | ----- | ----- | ----- | ----- | ----- | ---- | ----- |
| 1 149 | 1 136 | 1 107 | 1 031 | 1 010 | 1 013 | 1 011 | 979  | 1 043 |

| 1962  | 1968  | 1975  | 1982  | 1990  | 1999  | 2004  | 2006  | 2009  |
| ----- | ----- | ----- | ----- | ----- | ----- | ----- | ----- | ----- |
| 1 089 | 1 078 | 1 148 | 1 351 | 1 571 | 1 621 | 1 637 | 1 694 | 1 832 |

| 2014  | 2019  | 2022  | - | - | - | - | - | - |
| ----- | ----- | ----- | - | - | - | - | - | - |
| 1 925 | 1 936 | 1 967 | - | - | - | - | - | - |

#### Pyramide des âges
En 2018, le taux de personnes d'un âge inférieur à 30 ans s'élève à 34,4 %, soit en dessous de la moyenne départementale (36,7 %). De même, le taux de personnes d'âge supérieur à 60 ans est de 23,7 % la même année, alors qu'il est de 24,9 % au niveau départemental.
En 2018, la commune comptait 979 hommes pour 961 femmes, soit un taux de 50,46 % d'hommes, légèrement supérieur au taux départemental (48,50 %).
Les pyramides des âges de la commune et du département s'établissent comme suit.
| Hommes | Classe d’âge | Femmes |
| ------ | ------------ | ------ |
| 0,4    | 90 ou +      | 0,7    |
| 3,5    | 75-89 ans    | 5,4    |
| 18,4   | 60-74 ans    | 19,0   |
| 22,4   | 45-59 ans    | 21,7   |
| 19,7   | 30-44 ans    | 20,0   |
| 14,4   | 15-29 ans    | 13,8   |
| 21,2   | 0-14 ans     | 19,4   |

| Hommes | Classe d’âge | Femmes |
| ------ | ------------ | ------ |
| 0,5    | 90 ou +      | 1,6    |
| 5,6    | 75-89 ans    | 8,9    |
| 16,7   | 60-74 ans    | 18,1   |
| 20,2   | 45-59 ans    | 19,2   |
| 18,9   | 30-44 ans    | 18,1   |
| 18,2   | 15-29 ans    | 16,2   |
| 19,9   | 0-14 ans     | 17,9   |

## Culture locale et patrimoine

### Lieux et monuments

#### Monument historique
- Le château de la Morande. Les façades et toitures du château et des écuries ; le salon de musique, le grand salon et la salle à manger au rez-de-chaussée avec leur décor font l’objet d’une inscription au titre des monuments historiques depuis le 25 mai 1976[44],[45].

#### Autres lieux et monuments

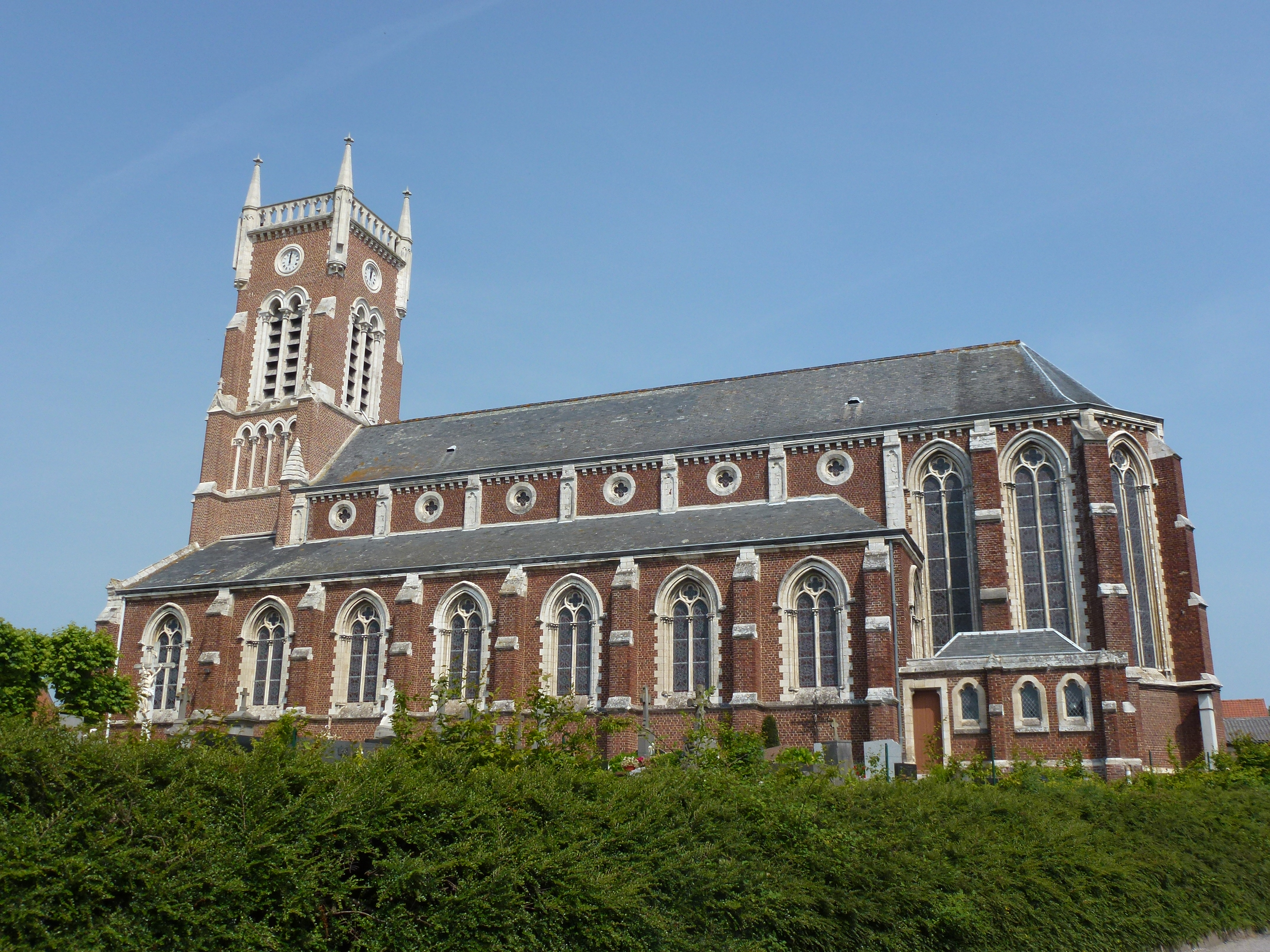
L'église Saint-Michel.
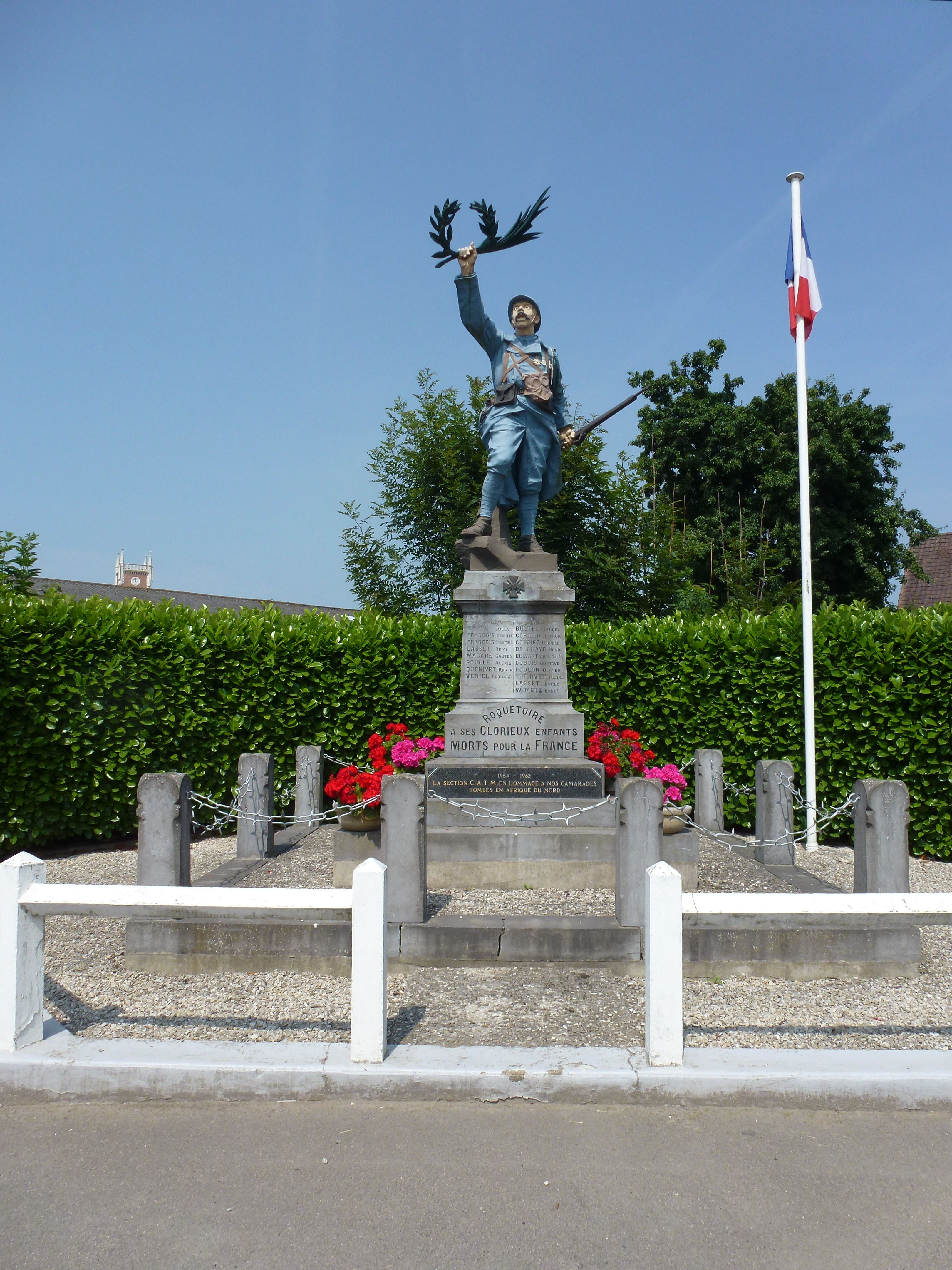
Le monument aux morts[46].

- L'église Saint-Michel.
- Le monument aux morts.

### Héraldique
| Blason de Roquetoire | Blason  | Fascé d'or et d'azur de huit pièces, à l'escarboucle pommetée de l'un en l'autre brochant sur les deux premières fasces. |
| Blason de Roquetoire | Détails | La commune s'est inspirée des armes de la famille de Viefville, suzeraine de Roquetoire au XVIIIe siècle, où les annelets ont été remplacés par l'escarboucle de l'abbaye de Saint-Bertin qui possédait des terres à Roquetoire. Adopté par la municipalité en 1996. |

## Pour approfondir

#### Bases de données, dictionnaires et encyclopédies
- Ressources relatives à la géographie :   - Insee (communes)
  - Ldh/EHESS/Cassini
- Ressource relative à plusieurs domaines :   - Annuaire du service public français
- Notices d'autorité :   - BnF (données)